# Ga Tam Khối Xó
Ga Tam Khối Xó (tiếng Trung: 三塊厝車站; bính âm: Sān kuài cuò Chēzhàn) là một ga đường sắt ở Cao Hùng, Đài Loan do Cục Đường sắt Đài Loan phục vụ .